# نیدروفلینگن
نیدروفلینگن (به آلمانی: Niederöfflingen) یک شهر در آلمان است که در برنکاستل-ویتلیش واقع شده‌است. نیدروفلینگن ۴۵۶ نفر جمعیت دارد.